# Nicolas Des Gallars
Nicolas Des Gallars, auch Nicolas Gallasius (* um 1520 in Paris; † 1581 in Lescar), war ein französisch-Genfer evangelischer Geistlicher und Hochschullehrer.

## Leben

### Familie
Nicolas Des Gallars war der Sohn seines gleichnamigen Vaters Nicolas Des Gallars und dessen Ehefrau Ysabeau.
Er war seit 1545 in erster Ehe mit Gabrielle (geb. Morone) und seit 1573 mit Françoise (geb. de Contades) verheiratet.
1551 erfolgte seine Einbürgerung in Genf.

## Leben
Nicolas Des Gallars liess sich 1544 in Genf nieder und wurde Sekretär von Johannes Calvin; später war er als Pfarrer tätig.
Er wurde von Johannes Calvin von 1557 bis 1558 nach Paris und von 1560 bis 1563 nach London gesandt, um dort jeweils die protestantische Kirche zu reorganisieren und eine neue Kirchenordnung zu schaffen. Auf der Fahrt dorthin wurden er und sein Begleiter Nicolas du Rousseau kontrolliert, hierbei wurden bei seinem Begleiter verdächtige Bücher gefunden. Dies führte zur Verhaftung von Nicolas du Rousseau und dessen späterer Hinrichtung. Nicols de Gallars konnte die Reise jedoch fortsetzen.
Vom 3. September bis 14. Oktober 1561 nahm er unter anderem mit Théodore de Bèze am Religionsgespräch von Poissy teil, das im Refektorium des Dominikanerklosters (heute: Saint-Louis de Poissy) auf Initiative der Königin Katharina von Medici in Anwesenheit ihres Sohns, des minderjährigen Königs Karl IX. abgehalten wurde und zu einer Aussöhnung der Hugenotten und Katholiken Frankreichs führen sollte. Diskutiert wurde etwa über die Ansichten zur Abendmahlslehre und zu den Sakramenten. Die Gespräche wurden jedoch erfolglos abgebrochen.
Von 1565 bis 1568 hielt er sich in Orléans auf.
1571 wurde er auf der nationalen Synode von La Rochelle (siehe auch Confessio Gallicana), bei der er als Sekretär amtete, von Jeanne d’Albret in den Béarn gerufen, um die Nachfolge des verstorbenen Pierre Virets anzutreten; Genf versuchte 1572 erfolglos, ihn zurückzugewinnen.
Später war er als Professor an der Académie protestante du Béarn in Orthez tätig, die von Lescar dorthin verlegt worden war.

### Berufliches und Geistliches Wirken
Nicolas Des Gallars übersetzte Abhandlungen des Reformators Johannes Calvin ins Lateinische, unter anderem 1545 jene über das Abendmahl; dazu redigierte er 1551 den Kommentar Johannes Calvins zu Jesaja und verfasste 1560 einen Kommentar zum Exodus. In der Zeit von 1565 bis 1566 veröffentlichte er auch Traktate gegen die Arianer.
Die Schrift Pro G. Farello et collegis eius adversus Petri Caroli theologastri calumnias defensio Nicolai Galasii wurde zwar unter dem Pseudonym Nicolas Gallasius veröffentlicht; hierbei handelt es sich aber vermutlich um ein Werk, das Johannes Calvin verfasst hat.

## Schriften (Auswahl)
- Johannes Calvinus, Pierre Caroli, Nicolas Gallasius: Pro G. Farello et collegis eius adversus Petri Caroli theologastri calumnias defensio Nicolai Galasii. Jean Girard, Geneve 1545 (books.google.de).
- Brevis Instvctio Mvniendis Fidelibvs Aduersus errores sectae Anabaptistarum. Rihel, Argentorati 1546.
- Ioannis Calvini Admonitio, Qva Ostenditur quàm è re Christianae reip. foret Sanctorum corpora & reliquias velut in inuentarium redigi. Gerard, Genevae 1548.
- Pro Ioanne Calvino, Ad Ineptias Et Convitia Ioannis Cochlaei: Nicolai Gallasii Responsio. 1549.
- Von dem Heiligthumb Joannis Calvini. Schmid, Mülhusen im oberen Elsasz 1559.
- Seconde apologie ou defense des vrais chrestiens, contre les calomnies impudentes des ennemis de l’Eglise catholique. Où il est respondu aux diffames redoublez par un nommé Demochares docteur de la Sorbonne. Jean Crespin, Genève 1559.
- In Exodvm, Qui secundus est liber Moisis. Crispin, Genevae 1560.
- Forma politiae ecclesiasticæ, nuper institutæ Londini in cœtu Gallorum. 1561.
- A True Report of All the Doynges at the Assembly Co[n]cernyng Matters of Religion, Lately Holden at Poyssy in Fraunce. Paules Churchyarde, by Luke Harryson, 1561.